# Chameau sauvage de Tartarie
Camelus bactrianus.
Sous-espèce
Synonymes
- Camelus ferus Przewalski, 1878
- Camelus genuinus Kolenati, 1847

Statut de conservation UICN

 CR A3de+4ade : 
En danger critique
Statut CITES
Répartition géographique
Le chameau sauvage de Tartarie (Camelus bactrianus ferus) est une sous-espèce de chameau parfois reconnue comme une espèce différente de l'espèce domestique qu'est le chameau de Bactriane (Camelus bactrianus). Il a été identifié pour la première fois par l'explorateur russe Nikolaï Prjevalski en 1878. L'aire de répartition du chameau sauvage était historiquement immense, mais est réduite de nos jours à quelques zones fragmentées situées dans des régions reculées et difficiles d'accès de Mongolie et de Chine. La population de chameaux sauvages compte quelques centaines de têtes seulement, et est considérée comme en danger critique d'extinction, en dépit des mesures prises pour sa préservation.
Le chameau domestique diffère un peu du chameau sauvage, ce qui a mené certains scientifiques à leur attribuer une taxinomie distincte : Camelus bactrianus et Camelus ferus. Ce sujet doit faire l'objet d'études supplémentaires, parce que les recherches génétiques des dernières années sont plutôt en faveur d'une séparation entre le chameau sauvage et le chameau domestique. La question de l'origine du chameau domestique et de son lien avec le chameau sauvage actuel reste encore ouverte.

## Description

### Pelage
La robe du chameau sauvage est marron-sable, variant selon différentes teintes (parfois plus rousse, plus sombre ou plus claire).

## Différences entre le chameau sauvage et le chameau domestique
Il existe des différences notables entre le chameau domestique et le chameau sauvage, qui ont été identifiées pour la première fois par Nikolaï Prjevalski en 1878 (avant l'expédition de Prjevalski, l'existence de chameaux sauvages n'était pas connue, même si cette possibilité théorique était discutée,).

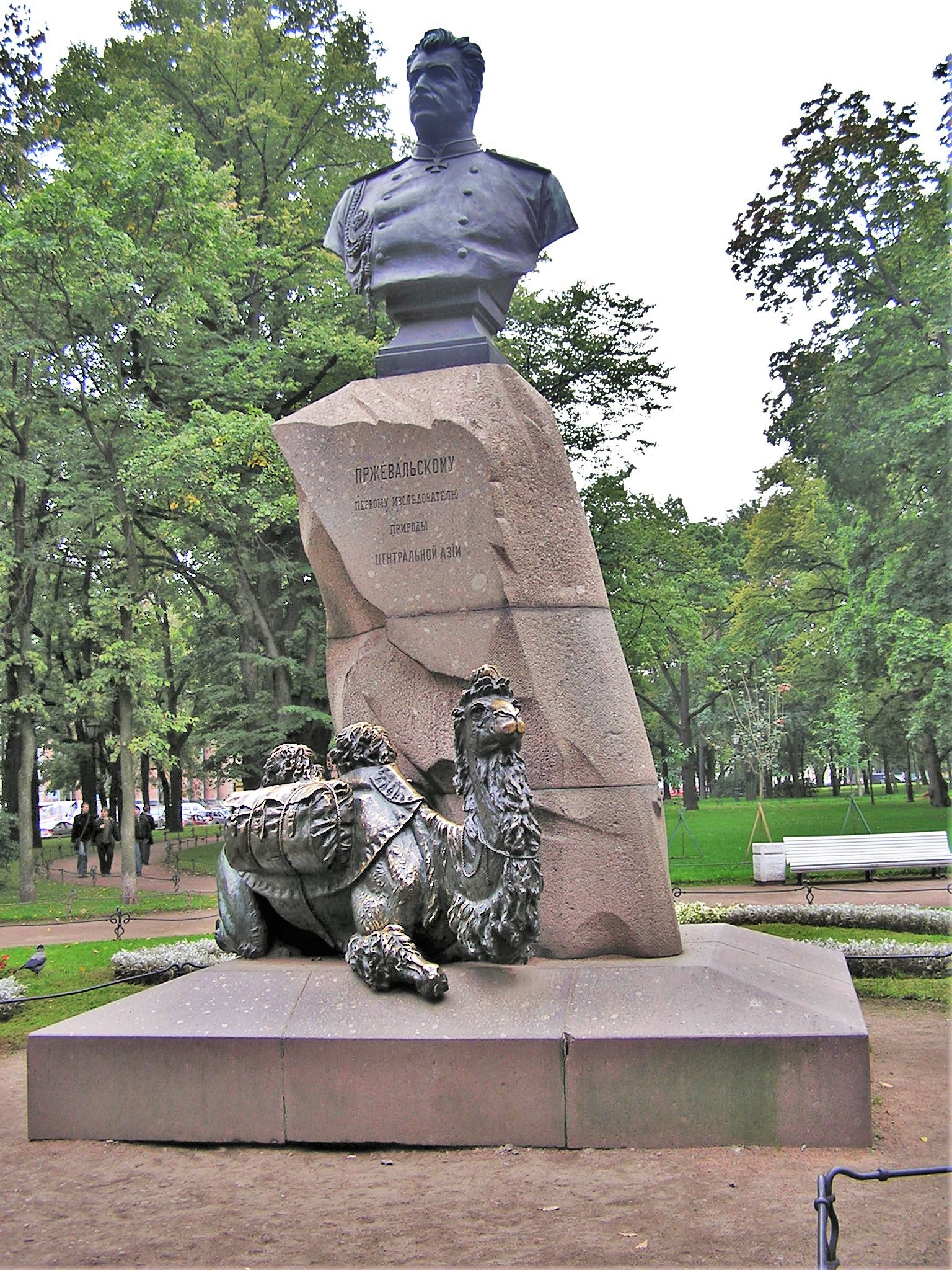
Monument à la mémoire de Nikolaï Prjevalski à Saint-Pétersbourg.

Le chameau sauvage est en moyenne moins grand que le domestique, et a un corps plus robuste. Ses bosses sont plus petites et le museau plus étroit. Une autre différence est l'absence chez le chameau sauvage de callosités sur la poitrine et les genoux,. Même les empreintes du chameau sauvage diffèrent de celles du domestique, étant plus longues et étroites. Prjevalski décrit les différences entre le chameau sauvage et le domestique :

« ... les caractéristiques zoologiques qui distinguent le chameau sauvage du domestique sont peu nombreuses, et sont à ce jour les suivantes : a) les genoux des pattes avant sont exempts de callosités ; b) les bosses sont deux fois moins grosses que celles du chameau domestique (sur les onze mâles qui nous ont été fournis de Tarim, la viande des bosses n'a pas été retirée, de sortes que nous étions à même de confortablement réaliser des mesures. On trouva que les bosses du mâle mature étaient hautes de 7 pouces, alors que les bosses du chameau domestique atteignent souvent un pied et demi, et parfois plus), les poils au sommet des bosses sont plus courts ; c) la fourrure est absente chez le mâle, ou très courte ; d) la couleur de tous les chameaux sauvages est rouge-sable, alors que cette couleur ne se trouve chez le chameau domestique que de temps en temps ; e) le museau du chameau sauvage est plus gris, et semble-t-il, plus court ; f) les oreilles sont aussi plus courtes. De plus, les chameaux sauvages ont, en général, une taille moyenne ; les géants tels qu'on en voit parmi les chameaux domestiques ne se rencontrent pas dans la nature. »

Les descriptions de Prjevalski sont encore pertinentes de nos jours, et présentent de nouvelles données précieuses. Selon lui, le chameau domestique descendrait de chameaux sauvages, mais les chameaux sauvages actuels seraient issus du croisement entre cette ancienne race sauvage et des chameaux domestiques marrons.
Même si certaines sources considèrent que le chameau n'a pas de sous-espèce, d'autres estiment que les différences entre le chameau domestique et le chameau sauvage sont suffisantes pour les séparer en sous-espèces distinctes. Une étude génétique récente a montré que le chameau sauvage et le chameau domestique, bien que génétiquement apparentés (appartenant au même taxon), constituent deux sous-espèces distinctes. Le génome du chameau sauvage diffère considérablement de celui du chameau domestique (les chercheurs européens évoquent une variation de 1,9 % de l'ADN), et de nombreux chercheurs penchent en faveur de l'emploi d'un nom différent pour le chameau sauvage : Camelus ferus. C'est sous ce nom que le chameau sauvage a été inscrit sur la Liste rouge de l'UICN.
D'autre part, en 2007, une étude de l'ADNmt du chameau sauvage a mené à le considérer comme une sous-espèce du chameau de Bactriane, nommée Camelus bactrianus ferus ; cette étude a aussi montré que les chameaux et les lamas ont le même ancêtre commun, estimé à il y a 25 millions d'années, soit bien avant que ce que donnait l'analyse des fossiles. Cependant, une autre étude tend à considérer que le chameau de Bactriane et le chameau sauvage sont des espèces distinctes, qui se seraient séparées il y a 700 000 ans ; le chameau domestique ne descendrait pas du chameau sauvage actuel, mais d'une autre espèce de chameau de Bactriane sauvage, aujourd'hui disparue.

## Mode de vie
Le chameau sauvage vit habituellement en troupeau de 5 à 20 têtes (parfois jusqu'à 30) composé principalement de femelles et de petits ; le chef est le mâle dominant. Des jeunes mâles sexuellement matures peuvent parfois être observés au sein des troupeaux, mais cela n'arrive jamais pendant la période de rut[réf. nécessaire].
Dans la nature, le chameau sauvage migre constamment d'un endroit à l'autre, tout en restant dans le cadre de son biotope, il vit dans des déserts de pierres, plaines et contreforts montagneux où la végétation est rare et grossière, et les sources d'eau peu nombreuses. L'eau est cependant indispensable à la vie du chameau ; les troupeaux sont assujettis aux zones où se trouvent points d'eau et sources. Après la pluie, de grands groupes de chameaux se massent sur les rives des rivières ou au pied des montagnes où se forment des sources temporaires. L'hiver, pour étancher leur soif, les chameaux peuvent manger de la neige.
Du fait de sa capacité à se déplacer aisément en milieu fortement pentu, le chameau sauvage se rencontre en montagne, à des endroits peu fréquentés par les mouflons eux-mêmes. Cela a attiré l'attention de Prjevalski. Par temps chaud, le chameau sauvage grimpe assez haut en altitude, jusqu'à 3 300 m. L'hiver, les animaux migrent sur 300 à 600 km au sud et se tiennent souvent dans des dolines qui les protègent du vent, ou dans des vallons de cours d'eau asséchés. En automne, le chameau reste auprès d'oasis boisées non occupées par l'homme. Les chameaux sauvages parcourent de longues distances chaque jour, même dans le cas où la nourriture est abondante, marchant 80 à 90 km en une journée, voire plus.
Le chameau est actif pendant le jour ; pendant la nuit, il dort ou est moins actif, occupé à ruminer. Pendant les tempêtes, le chameau peut rester allongé immobile pendant quelques jours. Par temps de pluie, il essaye de s'abriter sous des arbrisseaux ou dans des ravins, et par forte chaleur, il marche volontiers en haletant et en s'éventant de sa queue pour faire chuter la température de son corps.

Chameau allant l'amble, animation de 1887.

Le caractère du chameau sauvage diffère nettement de celui du chameau domestique, étant beaucoup plus agressif et d'humeur querelleuse, tandis que le chameau domestique a tendance à être « lâche, stupide et apathique », comme le caractérisait Prjevalski. Cependant, malgré son agressivité, le chameau sauvage est prudent et extrêmement craintif, effrayé par les chameaux domestiques eux-mêmes. Le chameau sauvage, contrairement au domestique, a une vue très perçante, capable de repérer une voiture en mouvement à une distance d'un kilomètre. Au moindre danger, le chameau sauvage prend la fuite. Il est capable en circonstances extrêmes de courir jusqu'à 65 km/h sur de courtes périodes. Le chameau va l'amble.
L'explorateur suédois Sven Hedin rapporte ainsi les descriptions qui lui ont été faites du chameau sauvage durant ses expéditions en Mongolie-Intérieure à la fin du XIXe siècle :

« On m'a dit que le chameau sauvage est très timide et que, lorsqu'il remarque qu'il est suivi, il s'enfuit à toutes jambes sans s'arrêter pendant deux ou trois jours. Il est spécialement effrayé par la fumée, et les bergers ont confirmé que, quand il sent l'odeur d'un arbre brulé, il s'enfuit également et disparait pour longtemps.
Des bergers vivant près de l'embouchure de la rivière avait deux chameaux domestiques, et quand ils les laissaient paître en liberté, les chameaux sauvages les fuyaient comme la peste, les considérant comme des ennemis comparables aux loups ou aux tigres.
Les bergers ont raconté que le chameau sauvage remarque immédiatement le trou dans le cartilage nasal du chameau domestique, ainsi que le bâton et la corde qui servent à le contrôler. Le chameau sauvage devine instantanément que son cousin domestique est une bête de somme (portant farine, viande, tissus ou autre) à l’aplatissement de ses bosses. »

Par le passé, quand les chameaux sauvages étaient plus nombreux, les populations locales les chassaient. Cependant, en raison de l'extrême prudence et timidité du chameau sauvage, s'il n'était pas possible de leur tendre une embuscade, le seul moyen de les capturer était de les poursuivre à dos de chameau domestique. Le chasseur ne devait pas perdre de vue le troupeau de chameaux sauvages tout en essayant de l'empêcher de rejoindre un point d'eau ou ses abris habituels. De cette façon, il était possible de rattraper le troupeau et de s'approcher à distance de tir, mais cette course se prolongeait de nombreux jours et exténuait aussi bien le gibier que le chasseur.
Dans la nature, les chameaux sauvages vivent jusqu'à 40 voire 50 ans,.

### Alimentation

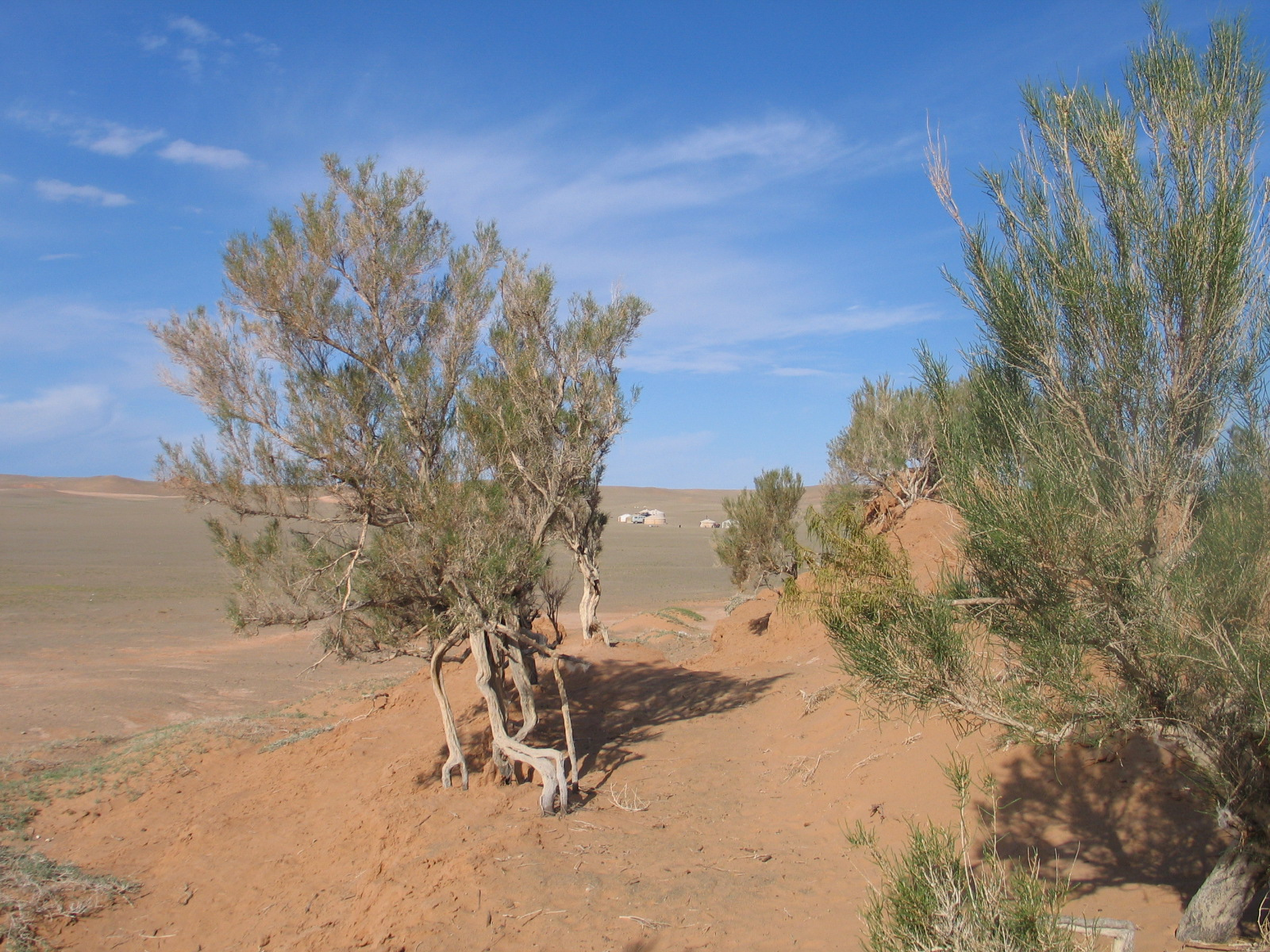
Buissons de saxaoul dans le désert de Gobi, nourriture typique du chameau.

Le chameau est exclusivement herbivore et, à l'instar du dromadaire, peut se nourrir des plantes les plus grossières et les moins nutritives. Il est capable de manger des plantes pourvues de telles épines qu'aucun autre animal ne peut les manger. L'alimentation du chameau comporte 33 types de plantes parmi les 50 de la flore désertique du Kazakhstan.
Les chameaux sauvages se nourrissent principalement d'arbustes et de buissons de Salsola, apprécient l'oignon, le millet, le zygophyllum avec ses grandes feuilles charnues, mangent l'ephedra et les jeunes pousses de saxaoul, et en automne dans les oasis, consomment volontiers des feuilles de peuplier et des roseaux. Quand il n'y a pas d'autre source de nourriture, les chameaux peuvent manger des os ou de la peau d'animaux ainsi que des préparations à partir d'os et de peau.
Les chameaux retournent s'abreuver à leur point d'eau une seule fois en quelques jours. Si quelque chose les y dérange, ils peuvent l'éviter pendant deux voire trois semaines, en particulier l'été, quand il y a beaucoup d'humidité sur les plantes après la pluie. L'espèce sauvage possède la particularité de pouvoir boire de l'eau salée, des sources du désert. Le besoin en sel du chameau est très élevé. Les camélidés, et en particulier le chameau, sont connus pour leur capacité à boire de grandes quantités d'eau en une seule fois ; en cas de déshydratation importante, le chameau de Bactriane est capable de boire plus de 100 litres d'eau en une fois.
Le chameau de Bactriane est capable de supporter la privation de nourriture sur une longue durée[réf. nécessaire].
S'il est bien nourri, le chameau, sauvage comme domestique, commence à engraisser, spécialement en automne,. Mais le chameau souffre plus en hiver que le cheval de la profondeur de la neige et surtout de la glace, qu'il ne peut pas percer pour atteindre les plantes qui sont dessous, étant dépourvu de sabot.

## Ennemis naturels
Même si de nos jours l'habitat du tigre et celui du chameau n'ont plus de territoire commun, par le passé, alors que les tigres étaient beaucoup plus nombreux et se rencontraient en Asie centrale, ces derniers attaquaient les chameaux domestiques comme sauvages. Le tigre et le chameau sauvage cohabitaient autour du lac Lob Nor, mais le fauve a disparu de cette zone après le début de l'irrigation.
Un autre ennemi redoutable du chameau est le loup. La population de chameaux sauvages diminue chaque année en partie à cause des attaques de ce prédateur. Dans la réserve de Lob Nor, les loups ne représentent un danger pour les chameaux sauvages que dans la partie Sud, où se trouvent les sources d'eau douce ; au Nord, où les sources sont salées, les loups sont absents.

## Aire de répartition
Par le passé, il semblerait que le chameau sauvage se rencontrait sur un vaste territoire d'une grande partie de l'Asie Centrale. Il était très répandu dans le désert de Gobi et d'autres étendues désertiques de Mongolie et de Chine, à l'est de la grande boucle du fleuve Jaune, et à l'ouest jusqu'au Kazakhstan actuel et à ce qui était auparavant le Turkestan russe (les traces des chameaux sauvages sont connues grâce aux restes de repas trouvés dans des fouilles de sites où se trouvaient des colonies vers 4500 avant notre ère).

### Aire de répartition actuelle du chameau sauvage

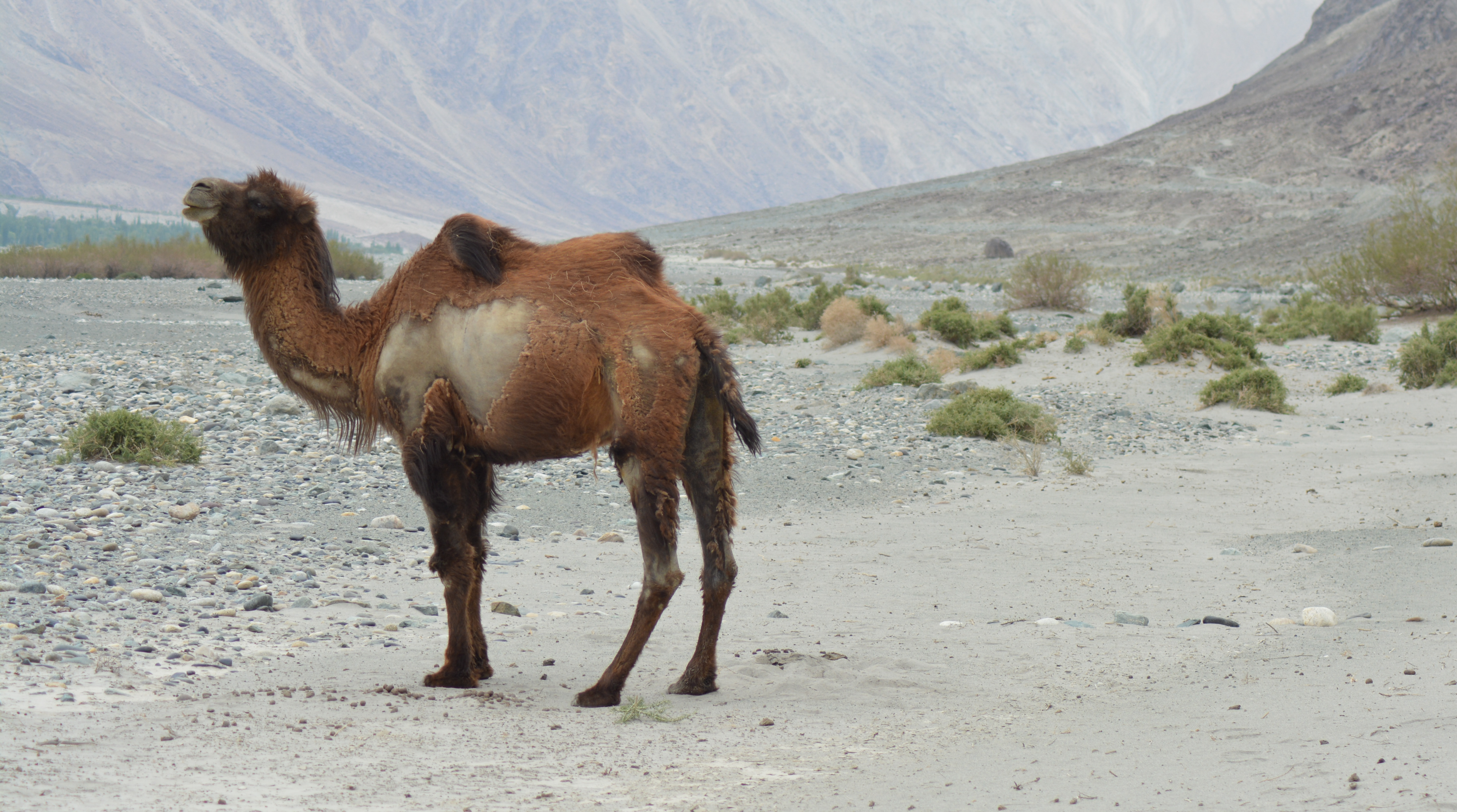
Chameau sauvage dans la vallée du Cachemire.

De nos jours, l'habitat du chameau sauvage est réduit et morcelé, comprenant quatre zones isolées dans les territoires de la Mongolie et de la Chine. Concrètement, son habitat en Mongolie se trouve dans le désert de Gobi Trans-Altaï (ru), y compris dans les contreforts des chaînes montagneuses d'Erden et de Shibet-Ulan, jusqu'à la frontière avec la Chine. En Chine, sa principale aire de répartition se trouve aux alentours du lac du Lob Nor. Jusqu'à une époque récente, le chameau sauvage se rencontrait dans le désert du Taklamakan, mais il est possible qu'il s'y soit déjà éteint.
Des chameaux sauvages se trouveraient encore dans l'Oblys de Manguistaou ; on en rencontrerait également dans la vallée du Cachemire[réf. souhaitée].

## État des populations de chameaux sauvages
À la différence du dromadaire, qui a disparu à l'état sauvage au cours de la préhistoire et ne se rencontre dans la nature qu'en tant que fruit du marronnage (par exemple en Australie), le chameau se rencontre encore à l'état sauvage. Le chameau sauvage était déjà devenu beaucoup plus rare au cours de la première moitié du XXe siècle et est de nos jours au bord de l'extinction. Le chameau sauvage se situe en huitième position parmi les mammifères au bord de l'extinction.
Jusqu'en 1920, les chameaux sauvages étaient encore relativement nombreux, mais après la Seconde Guerre mondiale, les études ont montré que leur disparition complète devait être sérieusement envisagée. En 1943, les chercheurs d'URSS avaient déjà mis en avant ce fait. Aujourd'hui, le nombre de têtes de chameaux sauvages est extrêmement bas et compte seulement quelques centaines (selon les données, quelque 300 individus à environ 1000). Dans l'ensemble, leur aire de répartition actuelle est assez large, mais leur densité est extrêmement faible (environ 5 chameaux sur 100 km2). La plus grande zone de leur habitat a une surface d'environ 32 000 km2.
Sur la liste rouge de l'UICN, le statut de conservation du chameau sauvage est CR (anglais : critically endangered, qui se trouve en état de danger critique). Ce statut s'aggrave peu à peu : selon les résultats des reconnaissances des années 1980, son statut était vulnérable, et les conclusions de l'expédition de 1996 lui donnaient le statut de menacé. Si les conditions ne changent pas, le nombre de chameaux sauvages peut diminuer de 80 à 84% en trois générations à partir de 1985 (date à partir de laquelle des estimations de la population de chameaux ont été menées régulièrement), c'est-à-dire vers 2033. Les chercheurs estiment que cette situation a peu de chances de s'inverser. Durant les 20 dernières années, la quantité de chameaux sauvages en Mongolie s'est réduite de moitié (en 1985, il y avait environ 650 individus en Mongolie).
Le braconnage des chameaux sauvages est cause de pertes sérieuses. Chaque année, 25 à 30 chameaux sauvages sont tués illégalement en Mongolie (principalement sur le chemin des migrations des chameaux entre la Chine et la Mongolie) ; ce chiffre inclut cependant les animaux dévorés par les loups. En Chine, les braconniers abattent environ 20 chameaux chaque année. Des dommages auraient aussi pu être causés aux populations de chameaux sauvages par les essais nucléaires à ciel ouvert menés par la Chine dans la région du Lob Nor jusqu'en 1982. Les travaux sur les gisements d'or en Chine et en Mongolie (qu'ils soient officiels ou non) ont des conséquences très négatives sur la population de chameaux, parce qu'ils les chassent de leurs refuges habituels ; de plus, les chameaux souffrent des dommages causés à l'environnement par le cyanure de potassium utilisé dans le cadre de l'extraction de l'or.
Un autre problème réside dans le fait que le chameau sauvage s'attaque aux chameaux domestiques situés dans les zones de son habitat naturel. Il se produit des croisements entre le chameau sauvage et le chameau domestique, et le type génétique du chameau sauvage pur disparait graduellement. Les chercheurs estiment que ce croisement avec le chameau domestique constitue une menace importante.

### Mesures pour la protection du chameau sauvage
La situation critique du chameau sauvage a mis en alerte les gouvernements de Mongolie et de Chine qui ont pris des mesures de protection. En 1982, la réserve naturelle Gobi-A (en) a été mise en place dans le désert de Gobi par la Mongolie. En Chine, vers l'an 2000, la réserve naturelle d'Altyn-Tagh a été créée, d'une superficie de 15 000 km2.
En 2001, en Chine, une zone de 155 km2 autour du lac Lob Nor a été convertie en réserve naturelle (portant le même nom) spécialement pour la protection des populations de chameau sauvage,. Elle rejoint la réserve naturelle d'Arjin Shan.
En Mongolie, il existe un programme de développement de chameaux sauvages en captivité ; à partir de 2004, un centre spécial a été mis en place dans la région de Zakhyn Us au sein de la réserve de Gobi. Les chameaux sauvages s'y reproduisent avec succès. Il s'agit du seul endroit au monde où des chameaux sauvages sont tenus en captivité et se reproduisent régulièrement, ; l'enclos comprenait 22 individus initialement, et en compte 25 en 2010. Le jardin zoologique d'Ürümqi possédait deux chameaux sauvages en 2008. Un plan de réintroduction dans la nature de chameaux sauvages élevés en captivité est à l'étude.

## Documentaire
L'épisode Les déserts de la série Planète Terre présente quelques prises du chameau sauvage dans le désert de Gobi.